# Staffordshire
|  | Aquest article tracta sobre el comtat d'Anglaterra. Vegeu-ne altres significats a «Stafford». |

Staffordshire (pronunciat /ˈstæfədʃɪər/ o /ˈstæfədʃə/), abreujat Staffs, és un comtat d'Anglaterra, situat al centre del país, a la regió dels West Midlands. Té frontera amb els comtats d'anglesos de Cheshire, Derbyshire, Leicestershire, Warwickshire, West Midlands i Shropshire. La ciutat més gran del comtat no és la capital, Stafford sinó Stoke-on-Trent; altres poblacions importants són: Burton-upon-Trent, Lichfield, Newcastle-under-Lyme i Tamworth. Les fronteres han variat al llarg de les reformes administratives i algunes de les poblacions que històricament havien format part d'aquest comtat ara formen part del comtat de les West Midlands.
El comtat de Staffordshire està dividit en dues zones administratives, una és Stoke-on-Trent, que és una autoritat unitària i la resta està subdividit en 8 districtes que són: Lichfield, Cannock Chase, East Staffordshire, Newcastle-under-Lyme, South Staffordshire, Stafford, Staffordshire Moorlands, i Tamworth.
Geogràficament va ser un territori molt boscós, d'on va sorgir una raça de gos de cacera, però en l'actualitat els boscos han quedat força reduïts. Conté grans extensions de carbó i també té mines de ferro. Conté importants reserves d'aigua.
En la seva història destaca per haver estat el centre del regne de Mèrcia. L'any 2009 es va trobar el tresor de Staffordshire de l'època anglosaxona.

## Geografia

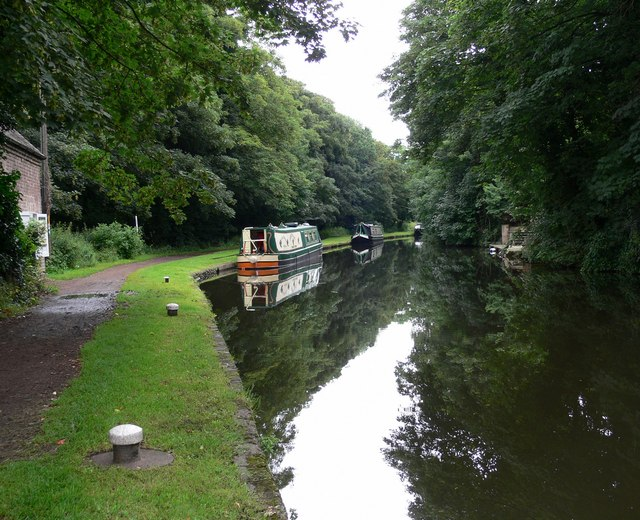
Canal de Staffordshire i Worcestershire

Al nord i al sud del comtat el paisatge és ondulat per turons, amb presència d'erms agrests. A l'extrem nord estan les terres altes del parc natural anomenat Peak District, i al sud el Cannock Chase, una àrea declarada d'especial bellesa natural. A les regions centrals el relleu és baix i ondulat. Per tot el comtat hi ha grans extensions d'estrats de carbó, i cap al sud també és ric en dipòsits de ferro.
Pel que fa a l'altitud, a Staffordshire està la població més alta del Regne Unit, Flash. Aquesta petita vila, situada als erms, els Staffordshire Moorlands, està a 463 msnm. i havia una població escocesa que també deia tenir aquest rècord però finalment el servei oficial de topografia del Regne Unit va confirmar el 2007 que Flash era la més alta de les dues. El punt més elevat és un turó anomenat Cheeks Point.
El riu més llarg és el Trent. El terreny és principalment argilós i l'agricultura no es va desenvolupar gaire fins a l'arribada de la mecanització. Pel comtat passa una extensa xarxa de canals aptes per a la navegació: el Birmingham i Fazeley, el Caldon Canal, el Coventry Canal, el Shropshire Union, el Staffordshire i Worcestershire i el Trent i Mersey Canal. Hi ha 34 embassaments, amb capacitat per acumular més de 25.000m³ d'aigua, 25 dels quals a més de servir per abastir d'aigua a les poblacions són llacs ornamentals.

## Història

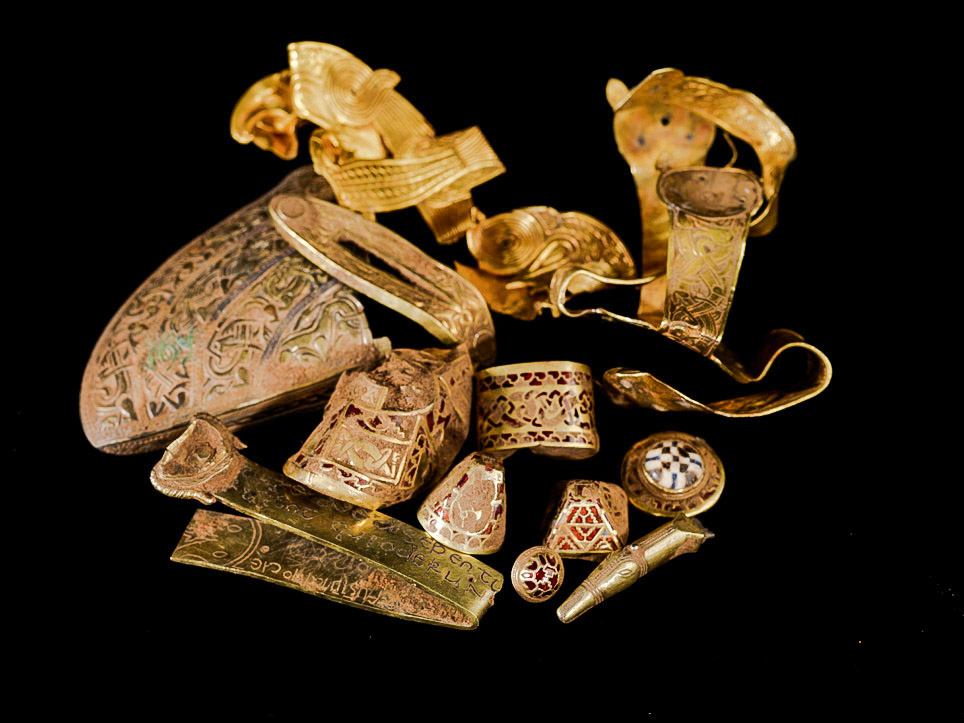
El tresor anglosaxó de Staffordshire

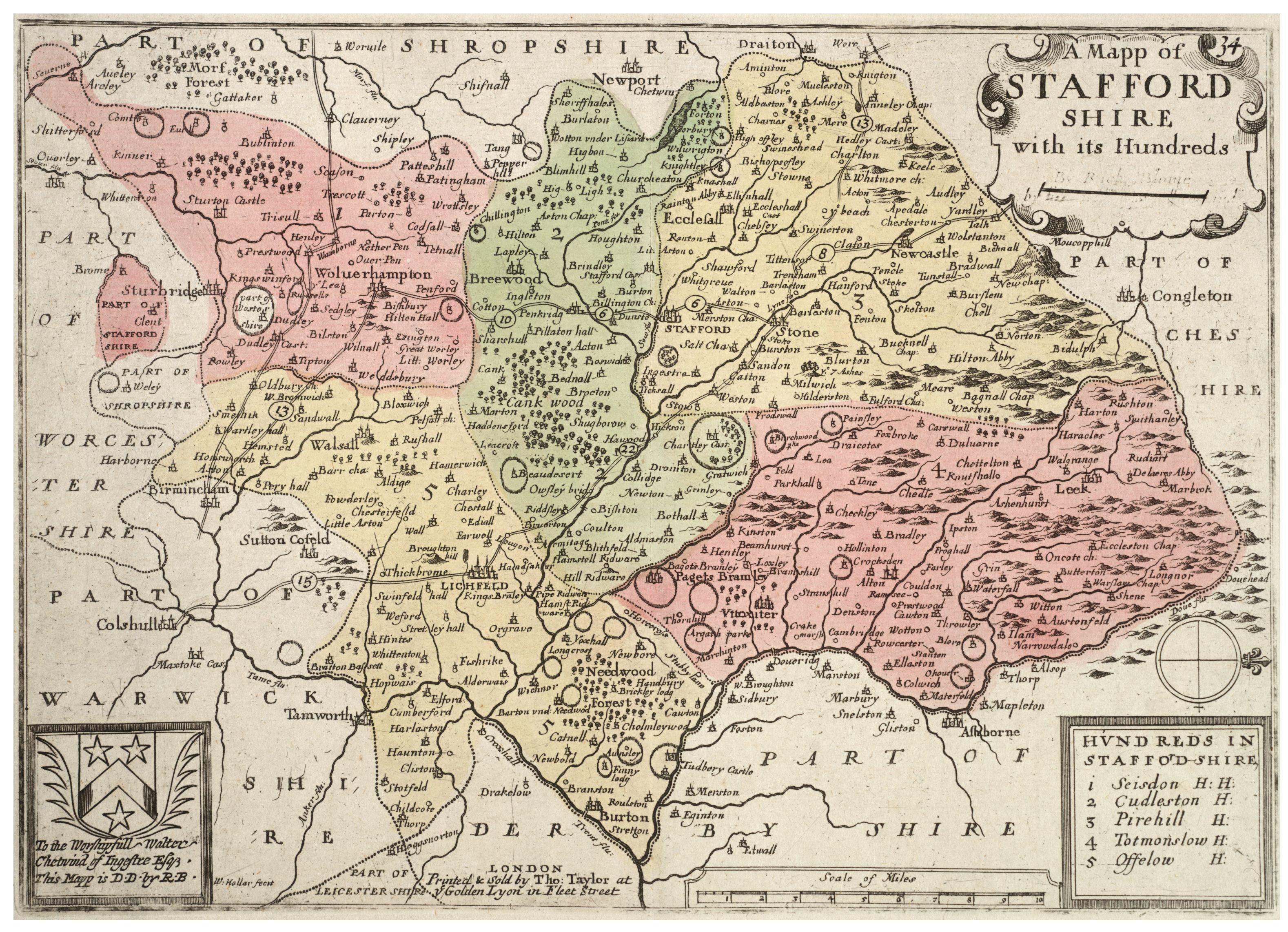
Antic mapa de Staffordshire i els seus hundreds.

El territori de l'actual comtat de Staffordshire va ser colonitzat pels anglosaxons vers el segle vii.
Aquest comtat probablement va néixer en la dècada després de l'any 913, data en què Stafford, un punt de vigilància estratègic per controlar el pas del riu Trent, va esdevenir una vila fortificada i la nova capital del regne de Mèrcia, en temps de la reina Æthelflæd. D'aquesta època data l'anomenat tresor de Staffordshire que es va trobar el juliol del 2009 en un camp de Lichfield.
Històricament, Staffordshire estava organitzada en cinc hundreds: Cuttlestone, Offlow, Pirehill, Seisdon i Totmonslow. La banda sud de Seisdon estava ocupada pel bosc de Kinver Forest, i grans parts dels dos hundreds del centre, Cuttleston i Offlow, estaven ocupades pel bosc de Cannock. Les àrees de conreu eren, al començament, molt menors que en l'actualitat.
Les fronteres de Staffordshire han variat molt al llarg dels anys, moltes poblacions que van pertànyer antigament a Staffordshire van passar a formar part del comtat de West Midlands, quan aquest darrer es va crear el 1974. El comtat administratiu de Staffordshire es va crear el 1889, en compliment de la llei de reformes del 1888, amb els territoris del comtat històric excepte els municipis de Wolverhampton, Walsall, i West Bromwich (situats al sud, en l'àrea anomenada Black Country), i Hanley, al nord. Aquesta mateixa llei va incloure la ciutat de Tamworth, que estava parcialment en el comtat de Warwickshire, i la de Burton upon Trent, que estava parcialment en Derbyshire.
L'any 1553 la reina Maria I d'Anglaterra va fer de la ciutat de Lichfield un comtat separat de Staffordshire i va romandre amb aquest estatus fins al 1888.
Handsworth i Perry Barr van esdevenir part del municipi de Birmingham a començaments del segle XX i, per tant van quedar sota l'administració del comtat de Warwickshire. Burton, municipi del l'est del comtat, va rebre l'estatus de borough el 1901, poc després, el 1907, també va assolir aquest estatus Smethwick. El 1910 les sis poblacions de Staffordshire amb estatus de town més la vila de Potteries, es van fusionar per formar un nou municipi amb categoria de borough, anomenat Stoke-on-Trent.
El 1926 va haver un canvi significatiu en les fronteres: l'est de Sedgley va ser transferit a Worcestershire per permetre la construcció de la urbanització Priory Estate, en terres comprades per l'ajuntament de Dudley.[2]

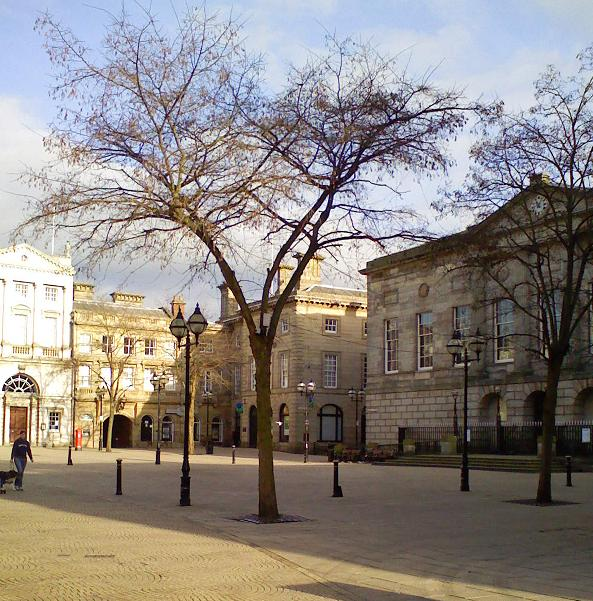
Oficines del comtat

El 1966 es va produir una gran reorganització del Black Country, per recomanació de la Comissió de Governs Locals d'Anglaterra, que va consistir en la creació de diversos municipis amb categoria de county borough unint poblacions contigües. El de Warley es va formar amb la unió de Smethwick i Rowley Regis, més el municipi d'Oldbury que pertanyia a Worcestershire, amb el resultat que tot aquest territori es va traspassat al comtat de Worcestershire. El de Dudley, que històricament era part de Worcestershire, es va expandir i va ser traspassat a Staffordshire.
En compliment de la llei de governs locals del 1972, l'1 d'abril del 1974 els county boroughs del Black Country i el Districte Urbà d'Aldridge-Brownhills (Staffordshire), juntament amb Birmingham, Solihull, Coventry i altres districtes es van unir per formar el nou comtat de West Midlands. La denominació de county borough va quedar abolida: Stoke va esdevenir un districte no metropolità de Staffordshire, i Burton va passar a formar part del districte Est de Staffordshire. L'1 d'abril del 1997, per recomanació de la Comissió Banham, Stoke-on-Trent va ser una autoritat unitària, administrativament independent de Staffordshire.
Des del 17 de setembre de 1992 és ciutat agermanada de Tarragona i l'associació d'Amics d'Stafford i Tarragona s'encarreguen periòdicament de donar a conèixer les dues ciutats a ambdós països.

## Poblacions

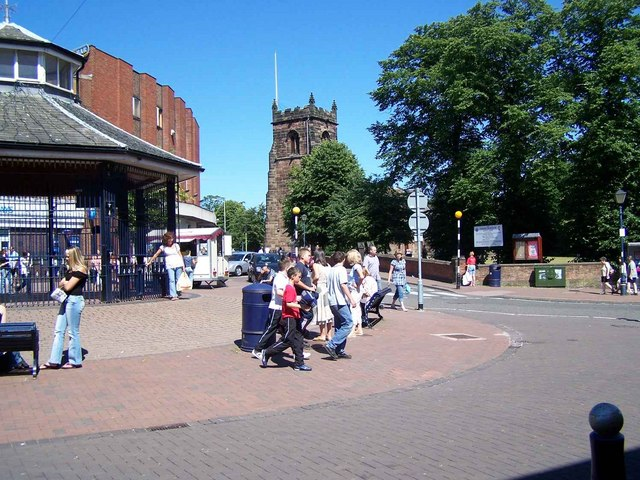
Cannock

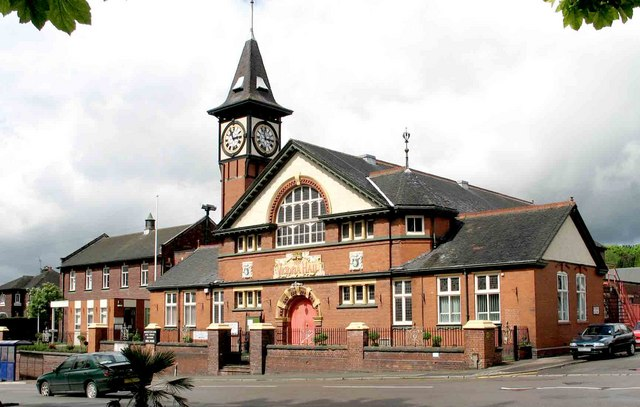
Kidsgrove

La següent llista són les poblacions amb més habitants segons el cens del 2011:
- Stoke-on-Trent (249.008 hab)
- Tamworth (76.813 hab)
- Newcastle-under-Lyme (75.082 hab)
- Burton upon Trent (72,299 hab)
- Stafford (68.472 hab)
- Lichfield (32.877 hab)
- Cannock (29.018 hab)
- Burntwood (28.553 hab)
- Kidsgrove (26.293 hab)
- Rugeley (24.033 hab)
- Leek (19.624 hab)
- Biddulph (17.669 hab)
- Hednesford (17.343 hab)
- Stone (16.385 hab)
- Wombourne (13.511 hab)

## Economia

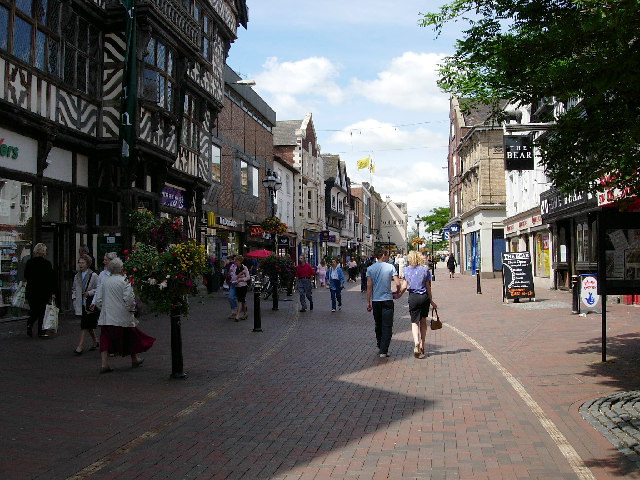
Centre de Stafford

La següent taula indica l'evolució del producte interior brut del comtat no metropolità de Staffordshire, amb valors expressats en milions de lliures esterlines, desglossat per sectors. La suma dels valors parcials pot no coincidir amb el valor total degut als arrodoniments.
| any  | valor afegit brut regional | sector primari | sector secundari | sector terciari |
| ---- | -------------------------- | -------------- | ---------------- | --------------- |
| 1995 | 6.447                      | 209            | 2.349            | 3.889           |
| 2000 | 8.621                      | 150            | 2.986            | 5.485           |
| 2003 | 10.169                     | 169            | 3.164            | 6.835           |

Entre les empreses més destacades que tenen la seva seu a Staffordshire estan: Britannia Building Society (construcció i banca), a la ciutat de Leek, J. C. Bamford (construcció, maquinària agrícola, tractament de residus), a Rocester, bet365 (aposts) a Stoke-on-Trent. Alton Towers és un parc d'atraccions situat a Alton, que tracta el tema de la fantasia medieval i que atreu molts visitants. Algunes de les fàbruqes de ceràmica més grans del món estan a Stoke-on-Trent.

## Gossos

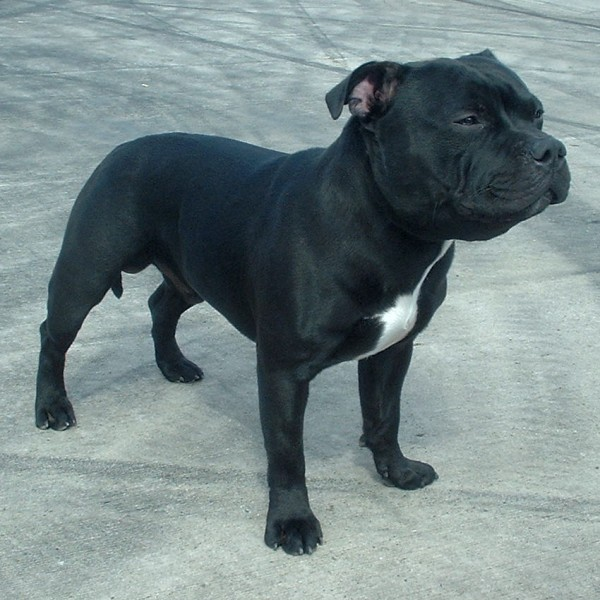

Hi ha un tipus de la raça bull terrier que porta el nom d'aquest comtat, el Staffordshire Bull Terrier, que es va crear en aquesta zona per ajudar en caceres. Els aficionats els anomenen simplement "staffs" o "staffies". Són de mida petita i no tenen res a veure amb els grossos Staffordshire Terrier americà, el Pit Bull Terrier americà, o el Bull Terrier anglès.

## El nus de Staffordshire
El símbol del comtat, el nus de Staffordshire, que apareix en l'escut heràldic del comtat, és un dibuix que es va trobar gravat en una creu de pedra ànglia que data de l'any 805. Aquesta creu es conserva a l'església de Stoke. Podria ser un antic símbol de Mèrcia o bé un símbol procedent de l'església cristiana irlandesa, importat pels monjos irlandesos que van venir a cristianitzar aquestes terres vers el 650 dC, després d'establir-se a Lindisfarne.